# Федор Олег Андрійович
Олег Андрійович Федор (нар. 23 липня 2004, Львів, Україна) — український футболіст, півзахисник львівських «Карпат». Учасник Олімпійських ігор 2024 у складі олімпійської збірної України. Виступає за молодіжну збірну України.

## Клубна кар'єра
Народився у Львові. Футболом розпочав займатися у місцевих «Карпатах», перший тренер — Віталій Пономарьов. Після цього перейшов до академії іншого львівського клубу, «Руху».
У вересні 2020 року підписав контракт з представником Прем'єр-ліги «Рух» (Львів). Спочатку виступав за юнацьку команду клубу та за «Рух-2» (зокрема, й зіграв у першому матчі в історії резервної команди 1 серпня 2021 в кубку Львівської області), у першій половині сезону 2022/23 років 8 разів опинявся на лаві запасних першої команди, але в жодному з них на поле не виходив. Виступав у складі «Руху» в Юнацькій лізі УЄФА, в якій дебютував 14 вересня 2022 року в переможному (1:0) домашньому поєдинку першого раунду проти «Заглембє» (Любін). Олег вийшов на поле в стартовому складі та відіграв увесь матч. Єдиними голами в Юнацькій лізі УЄФА відзначився 2 листопада 2022 року на 11-й та 76-й хвилинах переможного (3:1) домашнього поєдинку другого раунду проти стамбульського «Галатасараю». Федор вийшов на поле в стартовому складі та відіграв увесь матч. Загалом у Юнацькій лізі УЄФА зіграв 7 матчів, відзначився 2-ма голами.
В українській Прем'єр-лізі дебютував 17 вересня 2023 року в програному (1:2) виїзному матчі 7-го туру проти черкаського ЛНЗ. Олег вийшов на поле на 65-й хвилині замість бразильця Едсона.

## Кар'єра в збірній
До юнацької збірної України (U-16) отримав дебютний виклик у жовтні 2019 року на товариські матчі проти грузинських однолітків. У січні 2020 року потрапив до списку гравців, яких викликали для участі в міжнародному товариському турнірі Кубок Егейського моря в Туреччині. У футболці команди U-16 дебютував 15 січня на вище вказаному турнірі в програному (0:3) поєдинку проти Південної Кореї. Олег вийшов на поле в стартовому складі, а на 55-й хвилині його замінив Роман Добрянський. Загалом на кубку Егейського моря провів 2 поєдинки (окрім поєдинку проти Албанії, виходив також у матчі проти Албанії).
У листопаді 2022 року головний тренер юнацької збірної України (U-19) Сергій Нагорняк викликав Олега Федора на збір в рамках підготовки до кваліфікаційного раунду чемпіонату Європи 2023 року. У футболці збірної U-19 дебютував 17 листопада 2022 року в переможному (1:0) поєдинку кваліфікація чемпіонату Європи проти юнацької збірної Косова (U-19). Олег вийшов на поле в стартовому складі, а на 76-й хвилині його замінив Іван Лосієнко. Єдиним голом за збірну U-19 відзначився 20 листопада 2022 року на 79-й хвилині переможного (4:1) поєдинку кваліфікації чемпіонату Європи проти юнацької збірної Кіпру (U-19). Федор вийшов на поле в стартовому складі, а на 85-й хвилині його замінив Володимир Харабара. У складі юнацької збірної України U-19 провів 3 матчі та відзначився 1 голом.
6 березня 2024 року Олег Федор отримав виклик від Руслана Ротаня до попереднього списку гравців олімпійської збірної України для підготовки до участі в літній Олімпіаді 2024 року. У футболці олімпійської збірної України дебютував 25 березня 2024 року в програному (0:2) виїзному товариському поєдинку проти олімпійської збірної Японії. Федор вийшов на поле на 71-й хвилині замість Олександра Назаренка.